# یاژنبیا وانکا
یاژنبیا وانکا (به لاتین: Jarzębia Łąka) یک روستا در لهستان است که در گمینا تووشچ واقع شده‌است.
 یاژنبیا وانکا  ۵۷۰ نفر جمعیت دارد.